# Sturzkampfgeschwader 168
Das Sturzkampfgeschwader 168 war ein Verband der Luftwaffe der Wehrmacht vor dem Zweiten Weltkrieg. Es war mit Sturzkampfbombern vom Typ Henschel Hs 123 und Junkers Ju 87B ausgestattet und bildete Besatzungen für Luftangriffe mit Fliegerbomben aus. Es wurde am 1. Mai 1939 in das Sturzkampfgeschwader 76 eingegliedert.

## Geschichte
Die I. Gruppe des Sturzkampfgeschwaders 168 entstand im Rahmen der Aufrüstung der Luftwaffe am 1. April 1938 in Graz-Thalerhof (Lage) durch Umbenennung der I. Gruppe des Sturzkampfgeschwaders 167. Ein Geschwaderstab oder weitere Gruppen existierten nicht.
Das Geschwader flog mit der Henschel Hs 123 und der Junkers Ju 87B. Am 1. Mai 1939 wurde die I. Gruppe, nach dem neuen Benennungsschema der Luftwaffe, in die I. Gruppe des Sturzkampfgeschwader 76 umgewandelt.

## Gruppenkommandeur
- Hauptmann Heinz Freiherr von Beaulieu-Marconnay, 1. April 1938 bis 30. Juni 1938[2]
- Hauptmann Walter Sigel, 1. Juli 1938 bis 1. Mai 1939[3]

## Bekannte Geschwaderangehörige
- Bernd von Brauchitsch (1911–1974), war ein Manager und Vorsitzender der Landesvereinigung der Schleswig-Holsteinischen Arbeitgeberverbände, des Arbeitgeberverbandes für die Chemische Industrie und Kunststoffverarbeitung Schleswig-Holsteins sowie des Wirtschaftsverbandes Asbest und saß im Vorstand der Bundesvereinigung der Deutschen Arbeitgeberverbände
- Kurt Kuhlmey (1913–1993), war von 1968 bis 1971, als Generalmajor der Luftwaffe der Bundeswehr, Kommandeur des Lufttransportkommandos